# Кизилкум
Кизилкум (узбечки Qizilqum; казашки Қызылқұм; у преводу црвени песак) је пустиња која се простире кроз Казахстан, Узбекистан и мањим делом кроз Туркменистан, југоисточно од Аралског језера, између река Аму Дарја и Сир Дарја.
Налази се близу града Бухара. Покрива површину од 298,000 km², што је чини 11. пустињом по површини на свету. Пољопривредна насеља налазе се око река и оаза, где се гаји памук, пиринач и пшеница. Полуномадска племена гаје „каракул“ овце и камиле.
Воду јој доносе Сир Дарја из Тјен Шана и Кришког горја, док се воде са Памира и из Хиндукуша сливају у Туранску низију Аму Дарјом. Због поплава река ретки становици низије су раније често страдали, а сада је на Сир Дарји изграђен систем брана који спречава поплаве и омогућује наводњавање жедног тла.
Већина великих оаза Кизилкума налази се уз обод пустиње, где су канали копани још пре неколико година, да би се ухватила вода планинских река. Оазе добијају електричну енергију из хидроелектрана на Сир Дарји (Ферхатска електрана и друге). Наводњено тло је претворено у памучна поља.

## Географија
Територија претежно чини велика равница надморске висине до 300 m изнад нивоа мора, са неколико депресија и висоравни. Површину највећим делом покривају пешчане дине (баркани); на северозападу постоје велике области покривене такиром (слојем глине); постоји и неколико оаза. Постоје пољопривредна насеља дуж река и у оазама.

## Фауна
Фауна Кизилкума обухвата изузетно ретке врсте, попут степске, сајга антилопе (Saiga tatarica) и великог варана, који може да досегне дужину од 1,6 метара. Постоји резерват природе Кизилкум, у покрајини Букара, основан 1971. године. Резерват се простире на 101.000 km² и смештен је на плавном тлу (тугај) Аму-Дарје, близу насеља Дарган Ата. Фауна обухвата: Букара јелена (локална варијанта обичног јелена), дивље свиње (Sus scrofa), фазана (Phasianus colchicus), сурог орла (Aquila chrysaetos) и др.
Други резерват (или еколошки центар), „Ђејран”, налази се 40 km јужно од Букаре. Укупна површина резервата износи 51.450 km². У њему се узгајају ретке животињске врсте као што су: газеле (Gazella subgutturosa), дивљи коњ Пржевалског (Equus przewalskii), кулан (Equus hemionus) и велика дропља (Otis tarda). Резерват је основан 1977. године.

## Привреда
Локално становништво велике површине Кизилкума употребљава за испашу стоке (претежно оваца, бактријских камила и једногрбих камила).
Кизилкум је познат по налазиштима злата, уранијума, бакра, алуминијума , сребра, природног гаса и нафте. Развој већине чувених налазишта злата у Мурантауу започео је раних 1960—их. Центри рударства и топионичке индустрије су Навој, Зарафшан, Учкудук. Велика индустријска предузећа су: НГМК и узбечко-америчко заједничко улагање "Zarafshan-Newmont". Центри производње гаса су Газли и Мубарек.

## Галерија
- Највећи део подручја покривен је пешчаним динама.
- Локално становништво користи велика подручја Кизилкума за гајење стоке.